# Matt McNamara
Pour les articles homonymes, voir McNamara.
Matt McNamara est un personnage de la série Nip/Tuck. Fils de Sean et de Julia, sa nature en fait un des personnages les plus torturés de la série. Il est interprété par John Hensley.

## Biographie de fiction

### Saison 1
Adolescent de seize ans au début de la série, il s'entend mieux avec Christian Troy, son parrain, qu'avec son père. Timide et peu doué pour les relations sociales, il n'avait qu'une chose en tête, se faire circoncire pour plaire à sa petite amie Vanessa, sans se rendre compte qu'elle le trompait avec une pom pom girl dénommée Ridley. Il a été profondément marqué par un accident de voiture avec son copain Henry, sous influence de la marijuana, qui défigura leur camarade Cara. Tourmenté, Matt demande à son père de l'opérer, mais ne lui avoue pas sa responsabilité.

### Saison 2
Neuf mois plus tard, Henry est arrêté pour avoir violé Cara, et ayant fait un accord avec les Fédéraux, avoue ce qui s'est passé pendant l'accident, et demande à Matt de confirmer son histoire. Matt, étant dégoûté par ce que son ami a fait à Cara et ne voulant pas avouer sa culpabilité, refuse de l'aider et témoigne contre lui sous serment.
Soucieuse de son attitude, sa mère lui  présente Ava Moore, sa coach de vie ; il tombe amoureux d'elle et deviendra son petit ami, contre l'avis de Christian, ce qui lui fait entamer une longue descente aux enfers. Matt découvre qu'Ava a un fils adolescent : Adrian, apparemment sociopathe souffrant d'un trouble bipolaire et qui révèle à Julia leur relation.
Le fait d'apprendre que Christian est son père biologique n'a pas arrangé les choses. Sentant que sa situation se complique, il allait partir avec Ava à Paris, mais Christian et Sean découvrent que Ava est une femme trans et elle est obligée de rompre avec lui en échange d'une construction vaginale artificielle. Le fils de Ava se suicide sous ses yeux et celle-ci part à Paris.

### Saison 3
Matt découvre le cadavre d'Adrian dans la maison d'Ava et Sean lui révèle qu'elle était une femme trans. Il se drogue, visite un bar pour personnes transgenres et flirte avec l'une d'entre elles, une jeune femme nommée Cherry Pick. Lorsqu'il découvre qu'elle a toujours un pénis, il la bat brutalement et lui rase la tête. En représailles, Cherry et ses amies le frappent et lui urinent dessus. Il provoque Sean en poussant Julia ; Sean le frappe violemment et Matt en profite pour lui donner un ordre de restriction.
Par la suite il a une relation avec Arielle, une amie de son lycée. Néo-nazie, celle-ci l'entraine quelque peu dans ses actes parfois violents, mais il rompt avec elle quand il se rend compte qu'elle n'a pas une bonne influence pour lui.
Par la suite, Cherry demande à Christian et Sean de l'opérer gratuitement mais ces derniers refusent. Matt, se sentant coupable, demande à Sean de le faire et se lie d'amitié avec Cherry. Plus tard, ils se feront séquestrer par Arielle et son père, qui l'oblige à couper le pénis de Cherry. Matt a cependant blessé le père d'Arielle et Cherry abat ce dernier avec un pistolet.

### Saison 4
Déprimé, Matt est devenu adepte de la scientologie car il est de plus en plus lié avec Kimber qui appartient à la secte et lui révèle que le père de Arielle a survécu et se trouve en prison. Leur amitié se trouve dans une impasse lorsque Matt essaie de coucher avec Kimber. Rejetée par Christian, elle séduit Matt. Il se marie avec Kimber et celle-ci tombe enceinte. 
Lors de la fin de la saison, Matt avoue à Sean qu'il sait que Kimber s'est seulement mariée avec lui pour se venger de Christian. Sean parle avec Kimber et lui dit qu'elle n'a pas la moindre idée de combien il l'aime. Kimber lui dit qu'elle essaie de l'aimer, mais Sean lui dit d'essayer plus.

### Saison 5
Kimber et Matt ont quitté l'église de la scientologie avec leur fille, Jenna. Mais ce n'était que pour mieux tomber dans une autre galère : la drogue. À court d'argent, Matt va tenter de tout faire pour garantir leur dose quotidienne ainsi qu'un minimum de confort pour Jenna et Kimber en retournant vers Sean et Christian pour leur demander de l'argent en affirmant qu'il se sépare de Kimber. 
Mais cela ne va pas suffire et, désespérés, Matt et Kimber vont envisager toutes les solutions pour s'en sortir : Kimber va tenter un retour dans l'industrie du X puis se prostituer, Matt va lui-même essayer de tourner un film pornographique pour homosexuels, mais Kimber lui fait changer de avis. Kimber se sortira elle-même de la drogue, trompe Matt avec son ancien producteur et réussira son retour dans le porno, emmenant Jenna et laissant complètement tomber Matt, qui accidentellement provoque un incendie dans son appartement. Gravement brûlé, il tombe amoureux de son infirmière au grand cœur, Rachel Ben Natan, qui fut défigurée lors d'un attentat-suicide en Israël. Matt et Rachel commencent à sortir ensemble, avant que cette dernière ne mette fin à leur relation. Matt rencontre ensuite Emme Lowell, une jeune femme qui vient de se faire opérer par Christian. Ils sympathisent et font l'amour ensemble, avant de découvrir qu'ils ont le même père biologique : Christian.

### Futur
En 2026, Matt est devenu un chirurgien plastique avec succès qui travaille pour Médecins sans frontières, et c'est lui qui dirige l'opération de son frère Connor McNamara. On ignore la situation de sa fille.